# 有仍氏
有仍氏，又作有任氏，上古“任”、“仍”通假，是中国古代历史文献记载到的氏族部落。
夏朝君主相的妻子缗来自有仍氏。夏朝的“无王”四十年时期，相遭到东夷族首领寒浞之子浇的杀害。缗当时已怀下相的儿子，她从牆洞逃走至其母亲有仍氏。有仍氏相传位于今山东省济宁市金乡县。另说今河北省邢台市任县。家里避难，不久生下遺腹子少康。